# Helen Walsh
Helen Walsh (Warrington, 1977) è una scrittrice e regista britannica.

## Biografia
Nata a Warrington nel 1977 da madre infermiera malaysiana e padre autista e musicista irlandese, vive e lavora nella penisola di Wirral.
Trasferitasi a 16 anni a Barcellona ha lavorato come agente nel quartiere a luci rosse per pagarsi gli studi di lingue e due anni dopo è tornata in Inghilterra, a Liverpool, per assistere adolescenti socialmente esclusi.
Laureata all'Università di Liverpool, nel 2004 ha esordito nella narrativa con il romanzo di formazione Senza pudore, al quale hanno fatto seguito altre 3 opere.
Vincitrice nel 2005 di un Betty Trask Prize, nel 2009 ha vinto il Somerset Maugham Award con Once Upon a Time in England.

## Opere

### Romanzi
- Senza pudore (Brass, 2004), Torino, Einaudi, 2005 traduzione di Cristiana Mennella ISBN 88-06-17150-X.
- Once Upon a Time in England (2008)
- Go to Sleep (2011)
- Il limoneto (The Lemon Grove), Torino, Einaudi, 2014 traduzione di Stefania Di Mella ISBN 978-88-06-22006-8.

## Filmografia
- The Violators (2016) (regia e sceneggiatura)

## Premi e riconoscimenti
- Betty Trask Prize: 2005 con Senza pudore
- Somerset Maugham Award: 2009 vincitrice con Once Upon a Time in England